# Goniothalamus donnajensis
Goniothalamus donnajensis là loài thực vật có hoa thuộc họ Na. Loài này được Finet & Gagnep. mô tả khoa học đầu tiên năm 1906.